# 静狩駅
静狩駅（しずかりえき）は北海道山越郡長万部町字静狩にある北海道旅客鉄道（JR北海道）室蘭本線の駅である。駅番号はH46。電報略号はシツ。事務管理コードは▲140302。

## 歴史

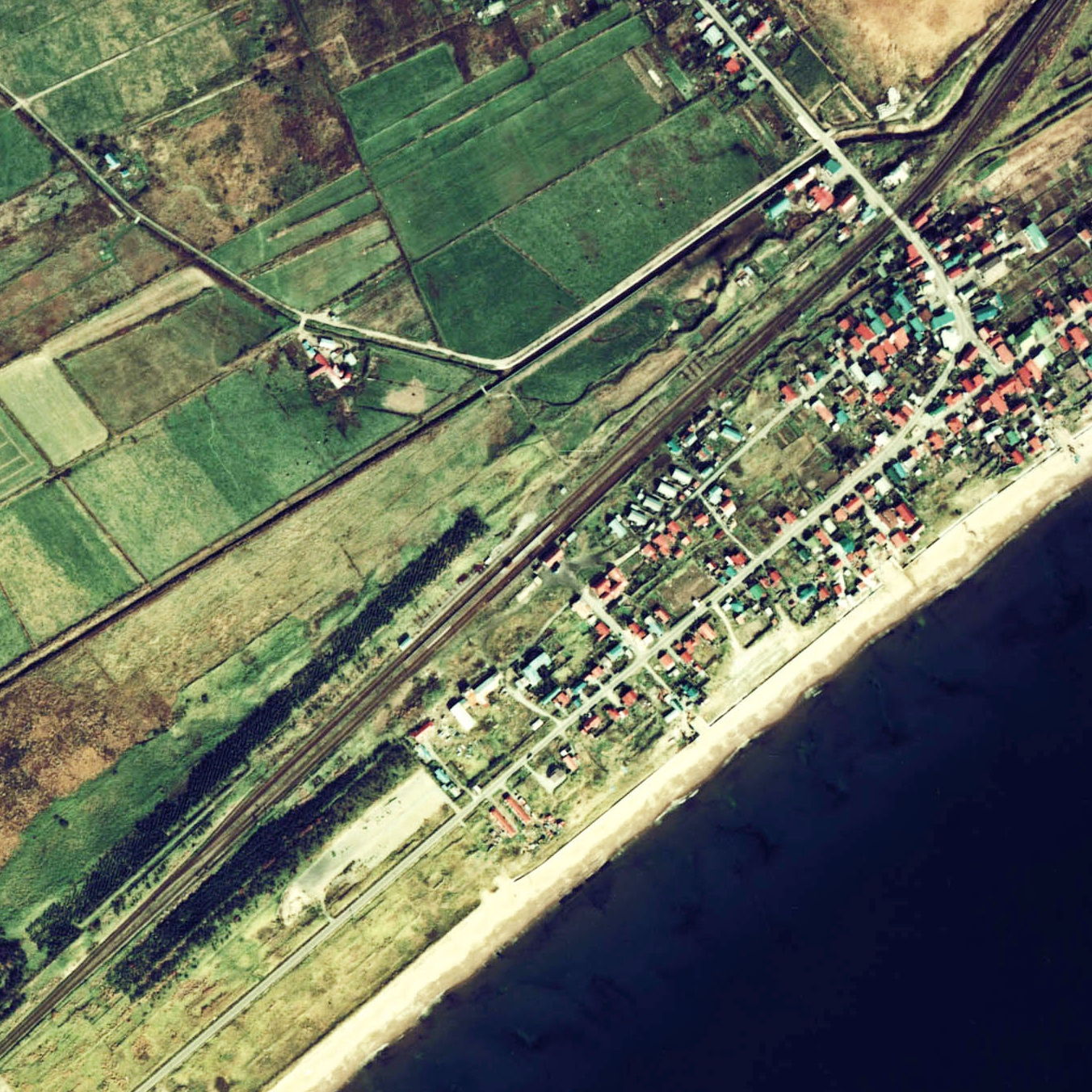
1976年の静狩駅と周囲約1km範囲。右上が東室蘭方面。単式と島式の複合ホーム2面3線、駅裏に1本の副本線とさらに外側に短い保線車用車庫線と水色屋根の保線車庫を有している。駅舎横長万部側貨物ホームへの引込み線は1972年の貨物取扱廃止を受けて既に撤去されている。

- 1923年（大正12年）12月10日：鉄道省長輪線長万部駅 - 当駅間開通に伴い開業[1]。一般駅[1]。
- 1925年（大正14年）8月20日：線路名が長輪西線に改称、それに伴い同線の駅となる。
- 1928年（昭和3年）9月10日：当駅 - 長輪東線伊達紋別駅間伸延開通、長輪東線と長輪西線を統合し長輪線に改称、それに伴い同線の駅となる。
- 1931年（昭和6年）4月1日：長輪線を室蘭本線に編入、それに伴い同線の駅となる。
- 1972年（昭和47年）3月15日：貨物取扱い廃止[1]。
- 1984年（昭和59年）2月1日：荷物扱い廃止[1]。
- 1986年（昭和61年）11月1日：無人化[3]。
- 1987年（昭和62年）4月1日：国鉄分割民営化によりJR北海道に継承[1]。
- 時期不詳：駅舎改修。

### 駅名の由来
所在地名より。アイヌ語の「シㇼトゥカリ（sir-tukari）」（山の・手前）に由来し、長万部から海岸沿いに北行すると、当地で礼文華の山塊に行く手を阻まれる様からついた地名である。

## 駅構造
単式ホーム2面2線を有する地上駅。かつては単式・島式混合の計2面3線のホームを有していたが、島式の南側（駅舎側）の中線は側線扱いを経て2023年3月頃に廃止となり、本線へ接続するポイントが撤去された。互いのホームは構内踏切で連絡する。
長万部駅管理の無人駅となっているが、南側（海側）の単式ホームに接した有人駅時代の木造駅舎を有する。駅舎は改築されていないものの、外壁は改修されている。

### のりば
| 番線 | 路線      | 方向 | 行先             |
| ---- | --------- | ---- | ---------------- |
| 1    | ■室蘭本線 | 上り | 長万部方面       |
| 2    | ■室蘭本線 | 下り | 東室蘭・室蘭方面 |

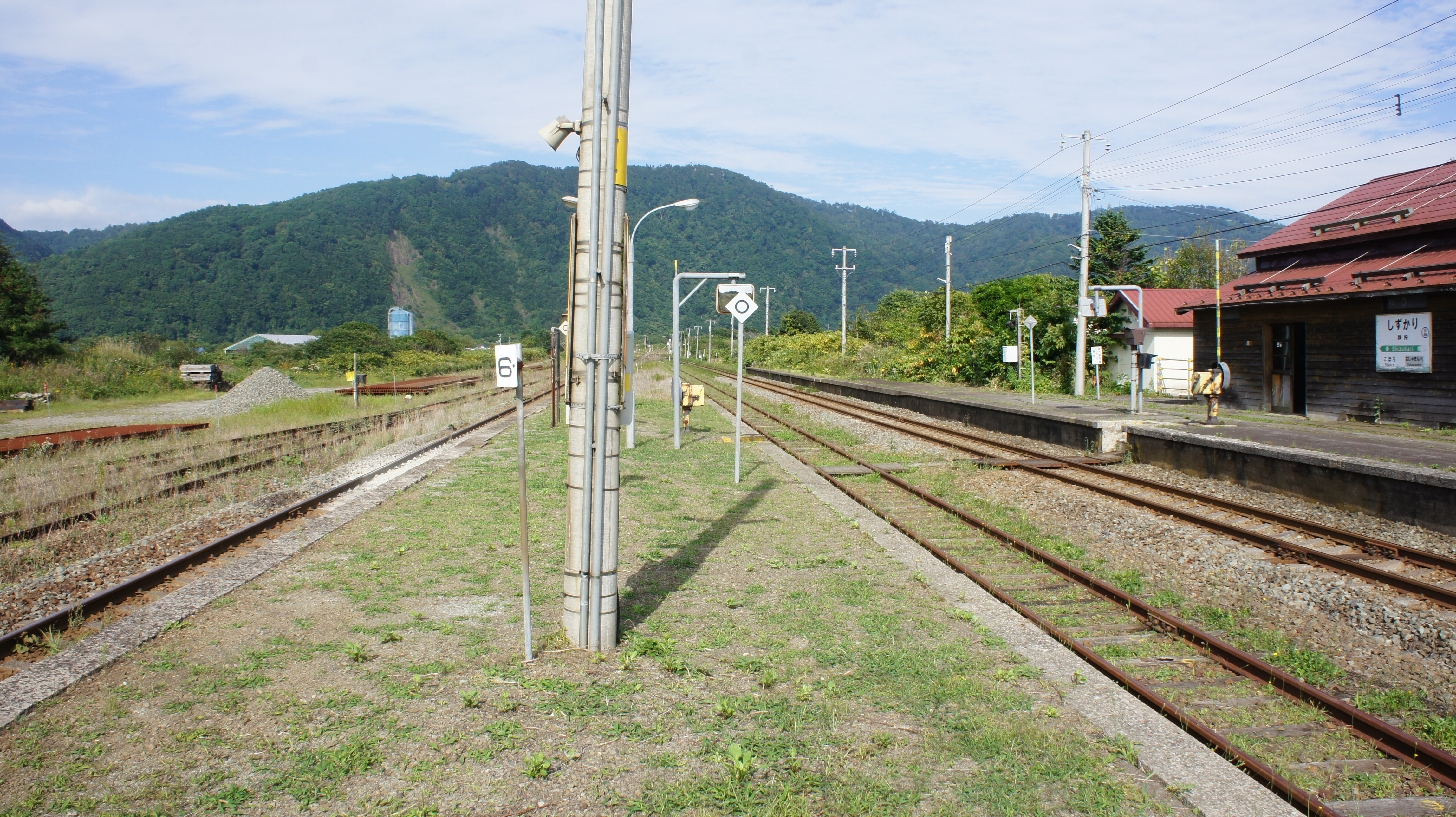
ホーム（2017年9月）
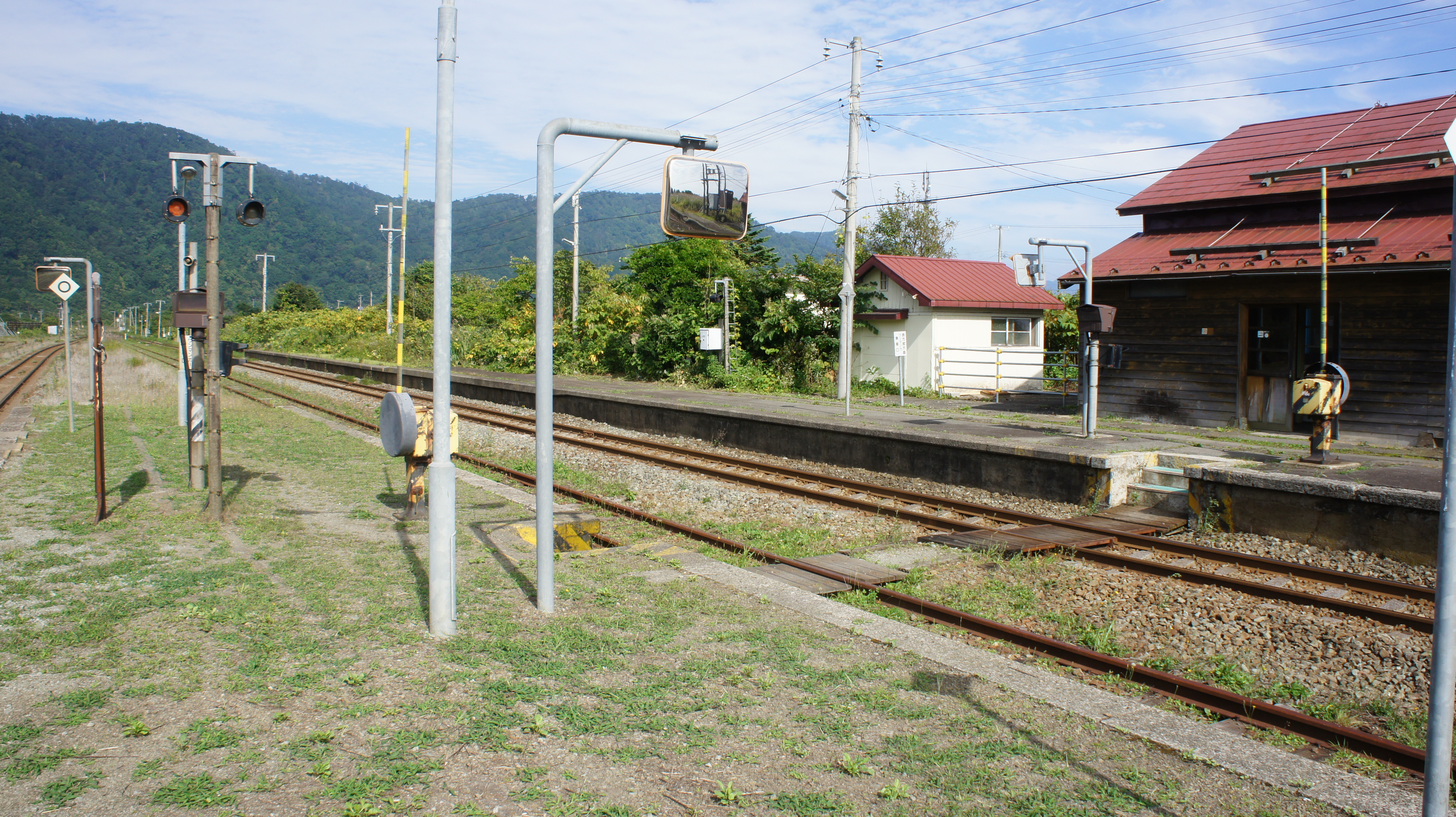
構内踏切（2017年9月）
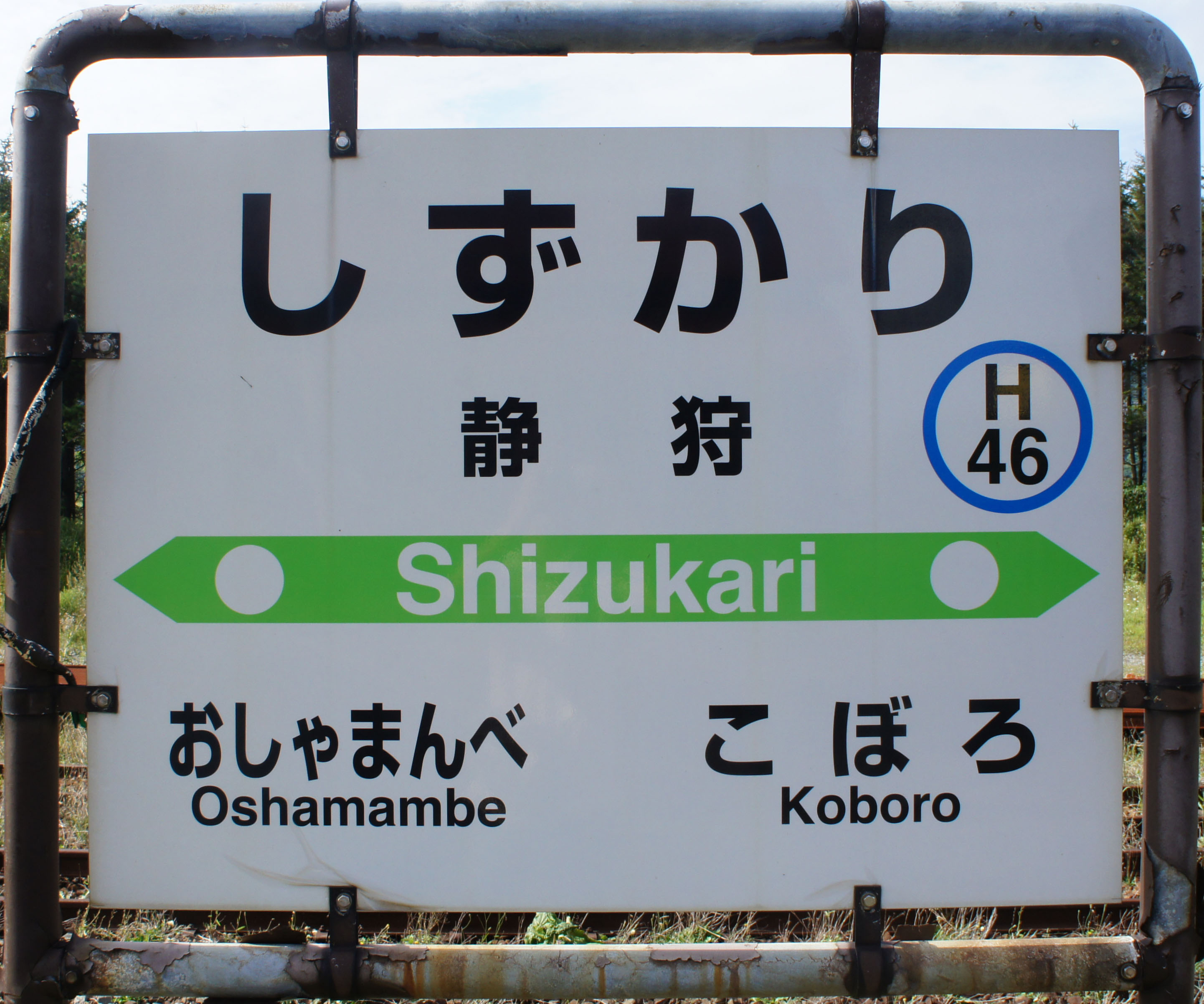
駅名標（2017年9月）

## 利用状況
乗車人員の推移は以下のとおり。年間の値のみ判明している年については、当該年度の日数で除した値を括弧書きで1日平均欄に示す。乗降人員のみが判明している場合は、1/2した値を括弧書きで記した。また、「JR調査」については、当該の年度を最終年とする過去5年間の各調査日における平均である。
| 年度               | 乗車人員 | 乗車人員 | 乗車人員     | 出典       | 備考               |
| 年度               | 年間     | 1日平均  | JR調査       | 出典       | 備考               |
| ------------------ | -------- | -------- | ------------ | ---------- | ------------------ |
| 1981年（昭和56年） |          | （66.5)  |              | [ 7 ]      | 1日乗降客数は133人 |
| 1992年（平成04年） |          | （41.0)  |              | [ 8 ]      | 1日乗降客数は82人  |
| 2015年（平成27年） |          |          | 「10名以下」 | [ JR北 1 ] |                    |
| 2018年（平成30年） |          |          | 「10名以下」 | [ JR北 2 ] |                    |
| 2019年（令和元年） |          |          | 「10名以下」 | [ JR北 3 ] |                    |
| 2020年（令和02年） |          |          | 「3名以下」  | [ JR北 4 ] |                    |
| 2021年（令和03年） |          |          | 「10名以下」 | [ JR北 5 ] |                    |
| 2022年（令和04年） |          |          | 「3名以下」  | [ JR北 6 ] |                    |

1日の平均乗降人員は以下の通りである。
| 乗降人員推移 | 乗降人員推移 |
| 年度         | 1日平均人数  |
| ------------ | ------------ |
| 2011         | 8            |
| 2012         | 8            |
| 2013         | 6            |
| 2014         | 4            |

## 駅周辺
- 静狩市街
- 国道37号
- 八雲警察署静狩駐在所
- 静狩郵便局(集配は長万部郵便局)
- 内浦湾
- 礼文華（れぶんげ）の奇岩
- 静狩漁港
- 静狩小学校
- 静狩振興会館
- 静狩鳴き砂海岸
- 静狩浄水場
- ゲートボール場

## 隣の駅
北海道旅客鉄道（JR北海道）
■室蘭本線
長万部駅 (H47) - *旭浜駅 - 静狩駅 (H46) - **小幌駅 (H45) - 礼文駅 (H44)
*:打消線は廃駅
**:一部列車は小幌駅を通過する。

### JR北海道
1. ↑  “極端にご利用の少ない駅（3月26日現在）” (PDF). 平成28年度事業運営の最重点事項.   北海道旅客鉄道. p. 6 (2016年3月28日). 2018年2月18日閲覧。
2. ↑  “駅別乗車人員” (PDF). 全線区のご利用状況（地域交通を持続的に維持するために）.   北海道旅客鉄道. 2020年1月20日時点のオリジナルよりアーカイブ。2020年1月20日閲覧。
3. ↑  “駅別乗車人員” (PDF). 地域交通を持続的に維持するために > 全線区のご利用状況.   北海道旅客鉄道 (2020年10月30日). 2020年11月2日時点のオリジナルよりアーカイブ。2020年11月7日閲覧。
4. ↑  “駅別乗車人員” (PDF). 地域交通を持続的に維持するために > 全線区のご利用状況.   北海道旅客鉄道 (2021年9月30日). 2022年1月1日時点のオリジナルよりアーカイブ。2022年1月1日閲覧。
5. ↑  “駅別乗車人員” (PDF). 地域交通を持続的に維持するために > 全線区のご利用状況.   北海道旅客鉄道. 2022年10月9日時点のオリジナルよりアーカイブ。2022年10月9日閲覧。
6. ↑  “駅別乗車人員” (PDF). 地域交通を持続的に維持するために > 全線区のご利用状況.   北海道旅客鉄道 (2023年). 2023年9月26日時点のオリジナルよりアーカイブ。2023年9月26日閲覧。